# Bent press
El bent press es un antiguo ejercicio del entrenamiento con pesas donde un atleta levantaba una barra cargada desde el piso hacia arriba de la cabeza con un solo brazo y el cuerpo inclinado hacia un lado. Fue utilizado como demostración de fuerza durante la época de Louis Cyr y Eugen Sandow.

## Historia
El ejercicio se popularizó desde mediados del siglo XIX cuando se inventaron las barras y las pesas para entrenar. Era uno de los movimientos que colocaban la barra sobre la cabeza, junto al jerk, el press militar y el side press. Con el tiempo el ejercicio perdió popularidad frente otros mucho más fáciles de realizar o más indicados para diversas constituciones.
- Datos: Q4890355